# Mujeres (novela de Bukowski)
Mujeres es una novela del escritor estadounidense Charles Bukowski, publicada en 1979 por la editorial Black Sparrow Press, y en castellano por la editorial Anagrama S.A. en 1994, y traducida por Jorge Berlanga. Narra las andanzas y el camino de autoconocimiento que conducen al protagonista al verdadero amor, después de-en palabras del crítico Fulvio Stinchelli-una verdadera maratón sexual con incontables mujeres, la gran mayoría jóvenes; todo acompañado de un irreductible alcoholismo pródigo en borracheras que ponen al protagonista en situación desmedrada frente a sus amantes. 
La novela está escrita en primera persona en un estilo claro y directo, describiéndose actos sexuales en forma bastante explícita.

## El protagonista
El protagonista, Henry Chinaski, es un tipo de unos 55 años, separado de su mujer, y con una hija. Es un sujeto solitario que rehúye a la gente y a los otros escritores. Después de haber sido empleado de correos ha alcanzado cierta notoriedad literaria como poeta. Se siente muy frustrado en relación a las mujeres, pues en 5 años no ha logrado hacer amigas y menos establecer una relación sentimental con alguna. Su  nueva fama literaria le granjea la oportunidad de volver a relacionarse en el plano sexual con ellas: la mayoría jóvenes-solteras, separadas, drogadictas, prostitutas, excéntricas, desequilibradas, siendo un muestrario variopinto de personalidades, actividades, virtudes y defectos.
Chinaski no se explica la razón de su voraz libido y su extrema necesidad de mujeres. No encuentra otra explicación a su comportamiento que un oscuro deseo de escapar a la muerte y encontrar el amor verdadero. Está consciente de que sólo las quiere por el rato, pero a la vez desea encontrar el cariño estable de una de ellas. Se siente dominado por su apetito sexual, un verdadero tirano interior que lo lleva a involucrarse indiscriminadamente con las numerosas mujeres que se le ofrecen; relaciones que suelen ponerlo en situaciones tragicómicas, ya sea por la interferencia de  sus amantes despechadas o por la emergencia en ellas de rasgos de personalidad chocantes. Chinaski no se cuestiona acerca de las posibles consecuencias de su vida promiscua: el embarazo no deseado y las enfermedades de transmisión sexual(la novela está ambientada en una época previa a la aparición del SIDA). Rara vez reflexiona acerca de la moralidad de su actitud, postura que cambiará al final de la novela.
Chinaski, a través de casi toda la novela, no lucha por dominar a su tirano, si no que le da rienda suelta, ejerciéndolo sin trabas ni remordimientos; sólo al final, al encontrar a Sara, y reconocer en ella el verdadero amor, cambia de actitud y decide ponerle un freno.
En varias ocasiones hace un lamentable papel amatorio al mezclar la bebida con el sexo.

## Argumento
La primera mujer con la que se relaciona en su nueva etapa de escritor es Lidia Vance, de la cual cree enamorarse. Lidia tiene 20 años menos que él. Tiene una hija pequeña de unos 6 años. La relación es tormentosa, en parte por el fuerte abuso sexual hacia Lidia, en parte por la afición de él por el alcohol. Lidia adopta una actitud traumatizada y rompen una y otra vez. Su tormentosa relación se caracteriza por escandalosas escenas de abuso (Chinaski la viola y abusa psicológicamente de ella). Se separan finalmente.
Luego, Chinaski se relaciona con Dee Dee Bronson, una editora. Dee Dee siente aprecio por él y se enamora. Pasean juntos, pero Chinaski la deja pronto, nuevamente por Lidia. Dee Dee intenta suicidarse con un frasco de somníferos y Chinaski debe afrontar su resentimiento.
Sigue la maratón sexual: Chinaski conoce a una sucesión de mujeres- jóvenes algunas, más maduras otras-, pero Lidia se las espanta pronto, protagonizando violentos altercados.
Chinaski conoce a Katherine y se enamora sinceramente de ella, pero pronto comprueba que ésta sólo ha querido sexo con él, despidiéndose y dejándolo apesadumbrado. Después conoce a Tammie, una pelirroja drogadicta, impredecible, que lo pone en situaciones incómodas, al acosar a sus amigos enfrente de él. Rompen debido a las infidelidades de ella.
Cecilia, la viuda de un escritor amigo recientemente fallecido, rechaza sus requerimientos, lo que hiere su ego de macho despechado, aflorando-aunque Chinaski no suela ser así-su ironía y su sarcasmo hacia ella.
Al final, después de relacionarse con múltiples mujeres, incluyendo prostitutas, conoce a Sara, con la que se empareja, reconociendo en ella a la mujer que busca. Con ella pone fin a su ciclo promiscuo.

### Conclusión
El protagonista concluye analizando que tiene que haber un mínimo de lealtad en el amor, pues nada saca con tener sexo con un montón de mujeres si en el fondo sigue estando solo.